# Новіс (Техас)
Новіс (англ. Novice) — місто (англ. city) в США, в окрузі Коулман штату Техас. Населення — 122 особи (2020).

## Географія
Новіс розташований за координатами 31°59′14″ пн. ш. 99°37′31″ зх. д. / 31.98722° пн. ш. 99.62528° зх. д. (31.987205, -99.625293).  За даними Бюро перепису населення США в 2010 році місто мало площу 1,25 км², уся площа — суходіл.

## Демографія
Згідно з переписом 2010 року, у місті мешкало 139 осіб у 69 домогосподарствах у складі 40 родин. Густота населення становила 112 осіб/км².  Було 91 помешкання (73/км²).
Расовий склад населення:
| - 96,4 % — білих - 0,7 % — корінних американців |

До двох чи більше рас належало 2,9 %. Частка іспаномовних становила 2,9 % від усіх жителів.
За віковим діапазоном населення розподілялося таким чином: 22,3 % — особи молодші 18 років, 58,3 % — особи у віці 18—64 років, 19,4 % — особи у віці 65 років та старші. Медіана віку мешканця становила 45,8 року. На 100 осіб жіночої статі у місті припадало 104,4 чоловіків;  на 100 жінок у віці від 18 років та старших — 100,0 чоловіків також старших 18 років.
Середній дохід на одне домашнє господарство  становив 23 293 долари США (медіана — 19 821), а середній дохід на одну сім'ю — 32 418 доларів (медіана — 30 000). За межею бідності перебувало 22,5 % осіб, у тому числі 0,0 % дітей у віці до 18 років та 70,0 % осіб у віці 65 років та старших.
Цивільне працевлаштоване населення становило 26 осіб. Основні галузі зайнятості: освіта, охорона здоров'я та соціальна допомога — 50,0 %, будівництво — 19,2 %, науковці, спеціалісти, менеджери — 15,4 %.